# 머시아 백작 레프릭
머시아 백작 레프릭(영어: Leofric, Earl of Mercia, ? ~ 1057년)은 초대 머시아 백작이다. 현재의 코번트리와 머치웬록 지역을 다스렸다. 고다이바 부인의 남편으로 알려져 있으며, 전설에서 부인에게 나체로 말을 타도록 한 인물이다.